# Орден «9 сентября 1944 года»
Орден «9 сентября 1944 года» — орден Народной Республики Болгария.
Он вручался болгарским и иностранным гражданам за участие в вооруженном восстании 9 сентября 1944 года, а также за становление и укрепление народной власти.
Автор проекта знака — художник Б. Ангелушев, первоначально орден изготавливался в частном ателье в Софии, а позднее — на Государственном монетном дворе.

## Положение о награде
Орденом награждались болгарские и иностранные граждане, участвовавшие в народном восстании 9 сентября 1944 года (антифашистское восстание, свергнувшее монархо-фашистскую диктатуру и положившее начало социалистической революции в Болгарии), а также принимавшие участие «в установлении и укреплении народной власти».

## Описание
Орден был учреждён в 3-х степенях и двух вариантах (с мечами и без).
За время существования ордена было 4 варианта исполнения знаков.

## Знаки ордена
Знак ордена — золотая пятиконечная звезда, покрытая эмалью: первая и вторая степени — белой эмалью, третья — красной. В центре — золотой медальон с погрудным портретом Васила Левского, на широком канте медальона зелёной эмали золотые лавровые ветви, на второй и третьей степенях добавлена надпись: вверху — «9 СЕПТ», внизу — «1944».

## Награждённые
Первым кавалером ордена I степени с мечами стал Г. Димитров.
Одним из кавалеров ордена являлся почётный гражданин Софии — участник гражданской войны в СССР Васил Георгиев Геров. Среди награжденных орденом "9 сентября 1944 года" 1-й степени - легендарный черноморский летчик подполковник Шаэн Леонович Агегян (1911 - 1993), участник обороны и освобождения Одессы и Севастополя, в годы войны совершивший более 700 боевых вылетов.
Среди награждённых орденом — не только люди, но также предприятия, учреждения и организации: в качестве примера, в 1948 году орденом «9 сентября 1944 года» I степени была награждена газета «Народное войско».